# Bumthang (Bhoutan)
Pour les articles homonymes, voir Bumthang (homonymie).
Pour la langue, voir Bumthang.
Bumthang est l'un des 20 dzongkhags qui constituent le Bhoutan. Il comporte 4 gewogs :  Choekor, Tang, Ura, et Chhume.

## Histoire
Le nom du Bumthang signifie littéralement "plaine ayant la forme d'un boumpa" (flacon oblong utilisé lors des rites religieux). Au VIIIe siècle, Gourou Padmasambhava introduisit le bouddhisme dans la province.

## Géographie
Le dzongkhag de Bumthang est situé au centre nord du Bhoutan. Il est bordé au nord par la frontière avec le Tibet, à l'est par le Lhuntse, au sud-est par le Mongar, au sud par le Zhemgang et à l'ouest par le Tongsa et le Wangdue Phodrang. La ville principale est Jakar, dont le dzong date du XVIe siècle, dans la vallée de Chœkhor. C'est un pays de vallées encaissées souvent envahies de brumes, ce qui favorise les nombreux mythes et légendes qui existent dans cette région.
Le sarrasin, le blé et l'orge sont cultivés dans les vallées et le climat du Bumthang septentrional ainsi que son relief sont plus favorables à l'élevage des moutons.

## Subdivisions administratives

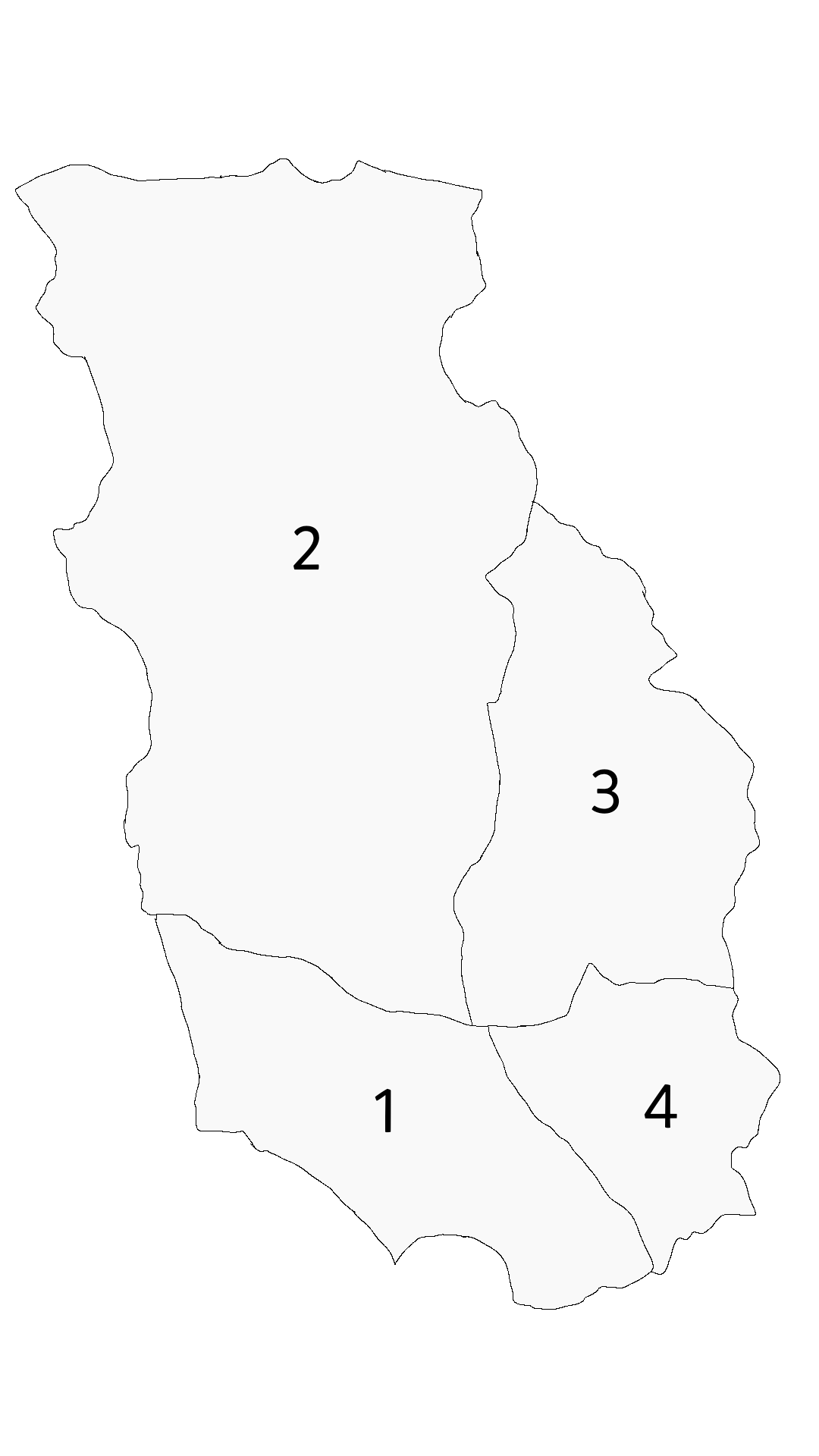
Gewogs du Bumthang.

Le dzongkhag comporte 4 gewogs : 
| Numéro | Nom       | Superficie | Population |
| ------ | --------- | ---------- | ---------- |
| 1      | Chhume    | 404 km2    | 3 591 hab. |
| 2      | Chhoekhor | 1 649 km2  | 4 553 hab. |
| 3      | Tang      | 511 km2    | 1 816 hab. |
| 4      | Ura       | 265 km2    | 2 288 hab. |

## Représentation au parlement
Le district comporte deux circonscriptions législatives. Les députés actuels sont Kuenzang Thinley et Sonam Rinchen, tous deux issus du PDP. Le conseiller nationale actuel est Kensho Tshering.
| Code   | Gewogs          | Electeurs enregistrés |
| ------ | --------------- | --------------------- |
| NA0101 | Chhoekhor, Tang | 5 721                 |
| NA0102 | Chhume, Ura     | 3 498                 |

| Élection  | Circonscription | Circonscription | Circonscription                   | Circonscription | Circonscription | Circonscription |
| Élection  | NA0101          | NA0101          | NA0101                            | NA0102          | NA0102          | NA0102          |
| Élection  | Parti           | Parti           | Député                            | Parti           | Parti           | Député          |
| --------- | --------------- | --------------- | --------------------------------- | --------------- | --------------- | --------------- |
| 2008      |                 | DPT             | Pema Gyamtsho (démission en 2020) |                 | DPT             | Karma Wangchuk  |
| 2013      |                 | DPT             | Pema Gyamtsho (démission en 2020) |                 | PDP             | Tshewang Jurmi  |
| 2018      |                 | DPT             | Pema Gyamtsho (démission en 2020) |                 | DPT             | Karma Wangchuk  |
| 2018      |                 | DNT             | Dawa (2020-2022)                  |                 | DPT             | Karma Wangchuk  |
| 2023-2024 |                 | PDP             | Kuenzang Thinley                  |                 | PDP             | Sonam Rinchen   |

| Élection | Nom             |
| -------- | --------------- |
| 2007     | Tshewang Jurmin |
| 2013     | Nima            |
| 2018     | Nima            |
| 2023     | Kencho Tshering |

## Personnalités
- Kunzang Choden (née en 1952), écrivaine bhoutanaise y est née.
- Jigme Thinley (1952-), homme d'État bhoutannais y est né.

## Galerie

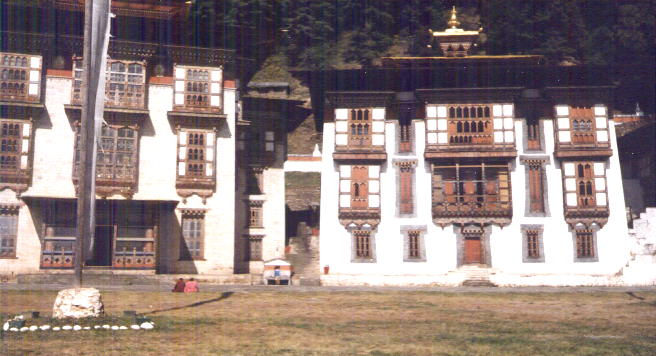
Kurje Lhakhang, Jakar
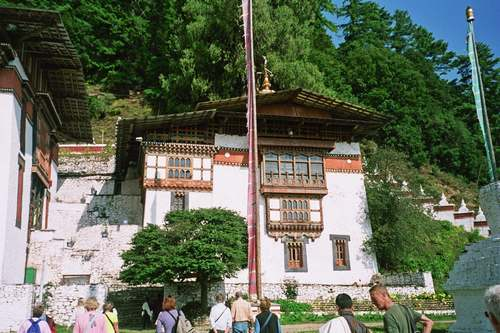
Kurje Lhakhang, Jakar